# Las manos sucias
Las manos sucias (Les Mains sales) es una obra de teatro en siete actos, escrita por Jean-Paul Sartre en 1948 y estrenada el 2 de abril de ese año en el Théâtre Antoine de Paris. El drama explora las diferencias entre el "deber ser" y el "ser", así como la ambigüedad moral dentro del compromiso político, y el enfrentamiento entre la "eficacia política" y el riesgo de comprometer los ideales propios, haciéndose eco de las doctrinas iniciales del existencialismo de Sartre. Generador de reacciones encontradas desde su estreno, el drama se restrenó en 1976 con algunas adaptaciones del autor.

## Argumento
La trama se desarrolla en la región de Europa llamada Iliria, durante la Segunda Guerra Mundial. Iliria es aliada del Tercer Reich y está sujeta a la ocupación militar alemana. Contra esa situación se forman diversos grupos de resistencia, entre los cuales está el partido comunista. El protagonista es un joven militante comunista de 21 años, llamado Hugo Barine, de familia adinerada, quien purga una condena de cárcel por haber matado a Hoederer, dirigente del partido acusado de traición por sus propios compañeros. Liberado en 1945 tras el fin de la guerra, Hugo visita a Olga, líder comunista que lo protege. Olga recibe a Hugo con la intención de evaluar si procede reinsertarlo en el Partido Comunista, pues otro dirigente, Louis, sospecha que Hugo ha devenido inútil y aboga por matarlo.
Hugo visita a Olga una noche y ella le pide recordar cómo fue muerto Hoederer, con lo cual la trama retrocede en el tiempo.
Dos años antes, en 1943 Hugo era un militante comunista avergonzado su origen burgués y ansioso por hacer méritos ante sus jefes. Ante ello Louis, uno de sus superiores, encarga a Hugo matar a Hoederer, un líder comunista acusado de traición por buscar que el Partido colabore con grupos de resistencia de tipo liberal o nacionalista. Hugo acepta la misión y se instala con su esposa, Jessica, en la casa de Hoederer, para trabajar como secretario de este por orden del Partido.
Hoederer, quien vive con sus tres guardaespaldas, recibe a Hugo y a su esposa. Pronto se advierte que Hoederer está pleno de confianza en sí mismo, con una personalidad franca y simpática que impresiona a Hugo. Jessica, de carácter sencillo y crédulo, sabe las intenciones reales de Hugo pero piensa que ello es sólo un juego o una broma de su esposo, al creerlo incapaz de dar muerte a alguien.
A lo largo de la trama, Hugo conoce de la humanidad y personalidad de Hoederer, al punto de sentir real simpatía por su "presa". Hoederer acude con Hugo a una reunión secreta con Karsky y el Príncipe, dos jefes de la resistencia de derecha, con miras a formar un "frente común" contra los nazis; una bomba es lanzada al recinto de la reunión, pero sin causar víctimas. Esto enoja a Hugo, quien sospecha que el ataque es una "señal" de Louis para que mate a Hoederer sin perder tiempo. De hecho, Hugo también considera que este aviso significa que Louis no se fía de la capacidad de Hugo para cumplir la misión encargada. 
Para entonces Jessica se convence de que la misión de Hugo no es un juego sino algo muy serio, y trata que Hugo y Hoederer solucionen sus diferencias sin violencia. Este plan fracasa pues Hoederer se burla de los escrúpulos morales de Hugo (quien exige respetar la "pureza" del Partido Comunista) mientras que Hoederer le asegura que tal "pureza" es ficticia y que el fin supremo del Partido es alcanzar el poder, inclusive aliándose temporalmente con sus enemigos de derecha, para infiltrar el nuevo gobierno tras la liberación y luego coparlo. 
Jessica busca luego a Hoederer y lo besa apasionadamente, para desencadenar el enfrentamiento con Hugo. Hoederer no tiene reparo en ello, y ambos se besan ante Hugo, quien de inmediato extrae un revólver y dispara a Hoederer. Ante la inmediata llegada de sus guardaespaldas, Hoederer les exige respetar la vida de Hugo, muriendo poco después.
La acción vuelve al presente y Hugo cuenta a Olga que Jessica perdió el contacto con él para retomar su apellido de soltera. También narra que en prisión recibió obsequios de militantes comunistas, pero que algunos de ellos eran dulces envenenados, lo cual le hizo sospechar del Partido, y finalmente Hugo dice a Olga que está al tanto de la orden de Louis. Olga pide entonces a Hugo que olvide todo y reinicie su actividad en el Partido como si nada hubiera sucedido, y que si es interrogado por la muerte de Hoederer afirme haber cometido un crimen pasional y no político. 
Olga explica a Hugo que tras la liberación hay nuevas órdenes de Moscú disponiendo que el Partido colabore con la antigua resistencia de derecha, con lo cual la opción defendida por Hoederer resulta ser la "línea partidaria" oficial y que el mismo Hoederer ha sido declarado por el Partido como un héroe. Esta noticia enfurece a Hugo, quien comprende que su misión ha sido inútil y que el Partido le ha engañado haciéndole creer en una línea política "inmutable" que finalmente resulta "modificable" por las circunstancias; de hecho, Hugo acusa a Louis y Olga de un oportunismo similar al de Hoederer. 
Hugo rehúsa excusarse en un crimen pasional pues le avergüenza haber matado a Hoederer sin haberlo realmente decidido, y le humilla ocultar ante terceros el real motivo de sus actos. Olga comprende que con esto Hugo es un "irrecuperable" para el Partido y que Louis lo matará, pero Hugo acepta ese destino y muere cuando Louis y sus hombres irrumpen en casa de Olga para asesinarlo.

## Representaciones destacadas
- Théâtre Antoine, París, 2 de abril de 1948.
  - Dirección: Pierre Valde.
  - Intérpretes: François Périer, Paula Dehelly, André Luguet, Roland Bailly, Jacques Castelot, Michel Jourdan, Marie-Olivier , Christian Marquand, Jean Morel.

- Teatro Lope de Vega (Sevilla), 29 de octubre de 1977. Estreno en España.
  - Dirección: José Luis Alonso.
  - Adaptación: Adolfo Marsillach.
  - Intérpretes: José Luis Pellicena, Carmen Maura, Enrique Diosdado, Esperanza Alonso, Pedro Almodóvar.

## Adaptaciones audiovisuales
- Le mani sporche, teleserie dirigida por Elio Petri y estrenada en 1978, con Marcello Mastroianni y Giuliana De Sio como protagonistas.[1]